# 豊浜町 (愛知県)
豊浜町（とよはまちょう）は、かつて愛知県知多郡にあった町。
知多半島南部にあり、伊勢湾、知多湾に面する。

## 歴史
- 1878年（明治11年） - 須佐村と中須村が合併し、豊浜村となる。
- 1889年（明治22年） - 町村制施行に伴い、豊浜村が発足。
- 1905年（明治38年）2月1日 - 豊浜村が町制施行し、豊浜町となる。
- 1906年（明治39年）7月1日 - 豊浜町と豊丘村の一部[2]が合併し、豊浜町となる。
- 1961年（昭和36年）6月1日 - 内海町、豊浜町・師崎町・篠島村・日間賀島村が合併し、南知多町となる。

## 学校
- 豊浜町立豊浜中学校（現・南知多町立豊浜中学校）
- 豊浜町立豊浜小学校（現・南知多町立豊浜小学校）
- 豊浜町立豊丘小学校（後の南知多町立豊丘小学校。2008年3月閉校し、豊浜小学校へ統合）

## 観光
- 豊浜鯛まつり